# Bill Smith (Motorola)
Bill Smith (1929 - 1993) es el padre de Six Sigma. Nació en Brooklyn, Nueva York, y se graduó en la U.S. Naval Academy (Academia Naval de los Estados Unidos) en 1952 y estudió Administración en la Escuela de Negocios (Carlson School of Management) de la Universidad de Minnesota pero no se graduó. En 1987, tras trabajar durante 35 años como ingeniero y controlador de calidad, se unió a Motorola, con el cargo de vicepresidente y administrador senior de control de calidad en el Land Mobile Products Sector.
Bill Smith murió de un ataque al corazón en la cafetería de Motorola en 1993.